# O sonoro maxín
O sonoro maxín es una banda surgida en Orense (Galicia) en verano de 2007 a partir de la unión de músicos de los grupos Lamatumbá y Cinnamon Gum.

## Trayectoria
Se estrenan en Orense, su ciudad natal,  y recorren durante el 2008, 2009 y 2010 toda la geografía gallega y parte de la española con más de 150 conciertos en los que pudieron compartir escenario con grupos como Manu Chao & Radio Bemba Sound System, Shantel & Bucovina Club Orkestar, Tonino Carotone, Los Delinqüentes, La Troba Kung-Fú o Che Sudaka. 
Despiden el 2010 con una gira por Portugal que los llevó desde la septentrional Chaves hasta la meridional Tavira pasando por Amarante o Péso da Regua. 
En el 2011 se dedican a la preparación y grabación de su primer disco "A onda sonora (chega do interior)", en los Garate Studios (País Vasco), contando con la producción de Kaki Arkarazo y el diseño de David Rubín. El disco sale a la luz en abril de 2012.
Fruto de la presentación del álbum, en 2013 realizan una gira por el norte de Alemania, llegando a tocar en Hamburgo y Kiel, donde compartieron escenario con el músico francés Syrano. 
En el 2014 son el grupo gallego invitado al Mercat de Música Viva de Vic (Cataluña). En abril de 2017 se publica su nuevo álbum de estudio "Sete Dezasete", producido por el músico y productor catalán Marià Roch.

## Miembros
Los miembros de la formación son:
- Ico: voces
- Abraham el niño: guitarras
- Cristina Asenjo: acordeón
- Xurxo Brea: bajo
- Jaime Mateo: batería
- Miguel Xanceda: sonido en directo

## Discografía

### Álbumes de estudio
- A onda sonora (chega do interior), Inquedanzas sonoras, 2012[2]
- Sete Dezasete, Inquedanzas sonoras, 2017

### Colaboraciones en obras colectivas
- 120 capadores. Homenaxe aos Diplomáticos de Monte-Alto. Falcatruada, 2007
- GZPOP!  A nova fornada de rock en galego. Falcatruada, 2008
- Pirritx eta Porrotx, Irrien lagunak. Katxiporreta, 2009
- EBA 5.0. O universo de Eduardo Blanco Amor 50 anos despois de A Esmorga. Difusora de letras, artes e ideas, 2009
- A tribo toda baila. Homenaxe a Os Resentidos. Warner music, 2012
- Os Bolechas fan unha banda. Bolanda, 2013